# 매출총이익
매출총이익 또는 그로스 마진(gross margin), 조이윤(粗利潤)은 소득과 매출원가(COGS)의 차이를 매출로 나눈 값이다. 매출총이익은 백분율로 표시된다. 일반적으로 품목의 판매 가격에서 판매된 제품 비용(예: 사무실 비용, 임대료, 관리 비용과 같은 간접 고정 비용을 제외한 생산 또는 구입 비용)을 뺀 다음 동일한 판매 가격으로 나누어 계산한다. "매출총이익"은 종종 "총이익"(gross profit)과 같은 의미로 사용되지만 용어는 다르다. "총이익"은 기술적으로 절대 금액이고 "매출총이익"은 기술적으로 백분율 또는 비율이다.
매출총이익은 일종의 이익마진이며, 특히 이익을 순수익으로 나눈 형태이다.

## 설명
그로스 마진에서 영업비를 뺀 것이 이익금이 되므로 그로스 마진은 상업경영의 목표에 도달하는 하나의 큰 지주(支柱)가 되고 있다.
그로스 마진은 상품의 매출액과 구입비와의 차액을 말하는 것으로 약(略)하여 마진(margin) 또는 그로스 프로피트(gross profit)라고도 하는데, 구체적으로는 순매출액-매입원가=매매차액이라는 산출방식에 의하여 계산된다. 여기서 순매출액(net sales)은 매출총액(gross sales)에서 반품·할인 등을 뺀 것이며, 매출총액은 기초 재고-당기매입액+기말재고의 산식을 통하여 산출하는 것이다.
그로스 마진은 조이윤(粗利潤)이라고 부르는 바와 같이 이 가운데에는 영업비가 포함되어 있다. 영업비는 판매비와 일반관리비를 합한 것으로 그로스 마진에서 이 영업비를 뺀 것이 이익금이 된다.
상품의 판매가격을 결정하는 데는 영업비나 이익금 이외에도 상품의 감모손실(減耗損失), 장래의 가격하락 등의 위험 등을 고려해야 되는데, 이때 검토되는 것이 마크 업(mark up：利幅) 개념이다.